# Список втрачених природоохоронних територій Одеської області
| Назва та категорія                               | Розташування | Рішення про оголошення                                           | Рішення про скасування                                               | Опис |
| ------------------------------------------------ | --- | ---------------------------------------------------------------- | -------------------------------------------------------------------- | --- |
| Ботанічна пам'ятка природи «Акація біла»         | м.Одеса, вул. Старопортофранківська, 30 | Рішення Одеської обласної ради № 496-ХХІ від 01.10.1993 року     | Рішення Одеської обласної ради від 27 січня 2006 року                | Велике дерево з колючими пагонами, родом з Північної Америки. Один з небагатьох екземплярів цієї породи в м. Одесі. Коло стовбура — 292 см, висота — 18—20 м. Скасування відбулось за рекомендацією працівників ботанічного саду ОНУ В. В. Петрушенка, Л. П. Осадчої та К. В. Чабан по причині всихання більшої частини дерева та його аварійного стану без можливості лікування. |
| Ботанічна пам'ятка природи «В'яз гладкий»        | м. Одеса, за адресою вул. Авдєєва-Чорноморського, 2. | Рішення Одеської обласної ради № 496-ХХІ від 01.10.1993 року     | Рішення обласної Одеської обласної ради від 04.07.2013 року № 839-VI | Одне з перших дерев, посаджених в передмісті Одеси, коло стовбура — 333 см, висота — 23—25 м. Площа — 0,02 га. Внаслідок погодних умов, що відбулись у місті 24-26 липня 2011 року, штормовими поривами дерево було зруйноване. Матеріали скасування погоджені з Мінприроди України (лист № 6181\09\10-13 від 09.04.2013 року). Скасування погоджене в Мінприроди України (висновок від 09.04.2013 № 6181/09/10-13. |
| Ботанічна пам'ятка природи «Дуб зонтичний»       | м. Одеса, вул. Ланжеронівська, 6 | Рішення Одеської обласної ради від 23.10.1984 р. № 253           | Рішення Одеської обласної ради від 27 січня 2006 року                | Площа 0,015 га. Попри закріплення, дерево розкололось. |
| Ботанічна пам'ятка природи Каркас західний       | м. Одеса, пров. Удільний, 6 | Рішення ОВК від 29.12.1979 № 764 та від 02.10.1984 № 493         | Рішення Одеської обласної ради від 27 січня 2006 року                | Біогрупа з 4 дерев. Територіальним органом Мінприроди не надавалось погоджень на знесення дерев, натомість їх самовільно знесло ТОВ «Доміно», у зв'язку з чим регіональна екологічна інспекція 12.05.2003 року виставила претензію на суму 5216 грн, яку було сплачено. |
| Ботанічна пам'ятка природи Клен Гостролистий     | м. Одеса, сквер ім. Старостіна | Рішення ОВК від 29.12.1979 № 764 та від 02.10.1984 № 493         | Рішення Одеської обласної ради від 27 січня 2006 року                | Скасування відбулось за рекомендацією працівників ботанічного саду ОНУ В. В. Петрушенка, Л. П. Осадчої та К. В. Чабан по причині всихання більшої частини дерева та його аварійного стану без можливості лікування |
| Ботанічна пам'ятка природи «Платан західний (4)» | м. Одеса, Сквер Одеського державного академічного театру опери та балету | Рішення ОВК від 29.12.1979 № 764 та від 02.10.1984 № 493         | Рішення Одеської обласної ради від 27 січня 2006 року                | Під час обстеження, проведеного працівниками ОНУ, жодних слідів об'єкта не виявлено, і відомості про нього після 1986 року взагалі відсутні |
| Ботанічна пам'ятка природи Тополя канадська      | м. Одеса, міський сад | Рішення ОВК від 29.12.1979 № 764 та від 02.10.1984 № 493         | Рішення Одеської обласної ради від 27 січня 2006 року                | Площа 0,02 га. Скасування відбулось по причині розколу в негоду дерева на 2 частини та падіння у 2002 році |
| Ботанічна пам'ятка природи Тополя канадська (2)  | м. Одеса, вул. Гаванна, 4 | Рішення ОВК від 29.12.1979 № 764 та від 02.10.1984 № 493         | Рішення Одеської обласної ради від 27 січня 2006 року                | Скасування відбулось внаслідок падіння дерева в 1998 році |
| Ботанічна пам'ятка природи «Тополя Боле»         | м. Одеса, вул. Толстого, 6 | Рішення ОВК від 29.12.1979 № 764 та від 02.10.1984 № 493         | Рішення Одеської обласної ради від 27 січня 2006 року                | Площа — 0,015 га, в жилому дворі. Об'єкт було скасовано по причині аварійного стану дерева. |
| Ботанічна пам'ятка природи «Баранівський ліс»    | Державне підприємство «Ізмаїльське лісове господарство», Ізмаїльське лісництво, урочище «Баранівка», квартал 10, ділянка 3 (на захід від дороги Ізмаїл — Каланчак). 45°23′45″ пн. ш. 28°48′50″ сх. д. / 45.39583° пн. ш. 28.81389° сх. д. | Рішення виконкому обласної ради 1972 року                        | Рішення Одеської обласної ради від 20 березня 2009 року № 779-V      | Площа 4,1 га. Еталонні гледичієво-акацієві насадження, створені у південному степу у 1950 р. У рослинному покриві домінують дерева Robinia pseudoacacia та Gleditsia triacanthos. У підліску зростають Swida sanquinea (Свидина кривавочервона), Cotinus coggygria. Зараз спостерігається усихання дерев, що значно зменшує повноту деревостану. Як і «Акацієвий гай», об'єкт втратив еталонну та природоохоронну цінність. Скасування відбулось за рекомендацією Південного наукового центру НАН України та Одеського національного університету ім. І. І. Мечникова.                                                          |
| Ботанічна пам'ятка природи «Дубовий гай»         | Державне підприємство «Ізмаїльське лісове господарство», Ізмаїльське лісництво, урочище «Баранівка», квартал 9, ділянка 4 (на захід від дороги Ізмаїл — Каланчак) 45°23′45″ пн. ш. 28°48′30″ сх. д. / 45.39583° пн. ш. 28.80833° сх. д.   | Рішення виконкому обласної ради 1972 року                        | Рішення Одеської обласної ради від 20 березня 2009 року № 779-V      | Площа 2,9 га. У період створення (1950 р.) це була еталонна ділянка дубових насаджень в південному степу. З деревних порід розповсюджені Quercus robur, Sophora japonica, з кущів — Caragana arborescens, Swida sanquinea (Свидина кривавочервона), Rosa canina та ін. На сер.-кін. 2000-х рр. спостерігається висихання дерев, що значно зменшує повноту деревостану. Об'єкт втратив еталонну та природоохоронну цінність. Скасування відбулось за рекомендацією Південного наукового центру НАН України та Одеського національного університету ім. І. І. Мечнікова по причині всихання насаджень                             |
| Ботанічна пам'ятка природи Дубово-сосновий гай   | ДП «Ізмаїльське лісове господарство», Ізмаїльське лісництво, урочище «Баранівка», кв. 14, діл. 5 (на схід від дороги Ізмаїл — Каланчак) 45°23′47″ пн. ш. 28°50′05″ сх. д. / 45.39639° пн. ш. 28.83472° сх. д.                             | Рішення виконкому обласної ради 1972 року                        | Рішення Одеської обласної ради від 20 березня 2009 року № 779-V      | Площа 2,9 га. Еталонні дубові (з Quercus robur) та соснові (з Pinus pallasiana) насадження, створені у південному степу у 1950 р. Станом на сер.-кін. 2000-х рр. спостерігалось висихання дерев через досягнення ними граничного віку при значній посусі та бідності ґрунту. Як і попередні об'єкти, розташовані в урочищі «Баранівка» втратив еталонну та природоохоронну цінність. Статус скасовано за рекомендацією Південного наукового центру НАН України та Одеського національного університету ім. І. І. Мечнікова з причини всихання насаджень. Входить до складу об'єкта ПЗФ Баранівський ліс (ландшафтний заказник). |
| Ботанічна пам'ятка природи Акацієвий гай         | ДП «Ізмаїльське лісове господарство», Ізмаїльське лісництво в урочищі «Баранівка», кв. 7, діл. 9 (на захід від дороги Ізмаїл — Каланчак).                                                                                                 | Рішення виконкому Одеської обласної ради від 18 травня 1972 року | Рішення Одеської обласної ради від 20 березня 2009 року № 779-V      | Площа 1,1 га. Основна деревна флора — робінія звичайна та гледичія колюча. Це штучні насадження, які з'явилися у степу 1950 року. Підлісок складається здебільшого зі свидини криваво-червоної та скумпії звичайної. Скасування відбулось за рекомендацією Південного наукового центру НАН України та Одеського національного університету ім. І. І. Мечнікова з причини досягнення насадженнями граничного віку. |